# NGC 7830
NGC 7830 – gwiazda o jasności około 13m, znajdująca się w gwiazdozbiorze Ryb. Zaobserwował ją Albert Marth 29 listopada 1864 roku, odniósł jednak wrażenie, że jest zamglona i skatalogował ją jako obiekt typu „mgławicowego”. Identyfikacja obiektu NGC 7830 nie jest pewna.